# Paroy (Doubs)
Paroy ist eine französische Gemeinde mit 118 Einwohnern (Stand: 1. Januar 2022) im Département Doubs in der Region Bourgogne-Franche-Comté.

## Geographie
Paroy liegt auf 325 m, südlich von Quingey, etwa 25 Kilometer südsüdwestlich der Stadt Besançon (Luftlinie). Das Dorf erstreckt sich im westlichen Jura, auf einer plateauartigen Anhöhe östlich der Loue am Fuß des Bois de la Chau.
Die Fläche des 4,37 km² großen Gemeindegebiets umfasst einen Abschnitt des westlichen französischen Juras. Der nördliche Teil des Gebietes wird vom Plateau von Paroy eingenommen, das in einem breiten Becken zwischen den äußersten Höhenzügen des Juras auf ungefähr 320 m liegt. Es senkt sich gegen Nordwesten allmählich zur Loue ab. Nach Südosten erstreckt sich das Gemeindeareal über einen bewaldeten Hang bis auf die Höhenrücken von Bois de la Chau und By. Dieser Höhenzug gehört zu einer Jurakette, die sich vom Mont Poupet nordwärts bis zur Flussschleife der Loue hinzieht. Hier wird mit 572 m die höchste Erhebung von Paroy erreicht.
Nachbargemeinden von Paroy sind Samson im Norden, Ronchaux im Osten, By im Süden sowie Chay und Brères im Westen.

## Geschichte
Erstmals urkundlich erwähnt wird Paroy im 13. Jahrhundert. Im Mittelalter gehörte das Dorf zur Herrschaft Rennes-sur-Loue. Zusammen mit der Franche-Comté gelangte es mit dem Frieden von Nimwegen 1678 an Frankreich.

## Sehenswürdigkeiten
Die Kirche Saint-Étienne wurde im frühen 15. Jahrhundert in gotischen Stilformen erbaut. Paroy besitzt einen Herrschaftssitz und verschiedene Bauernhäuser im charakteristischen Stil der Franche-Comté aus dem 17. bis 19. Jahrhundert.

## Bevölkerung
| Jahr                       | 1962 | 1968 | 1975 | 1982 | 1990 | 1999 | 2005 | 2016 |
| Einwohner                  | 98   | 80   | 83   | 93   | 85   | 96   | 109  | 124  |
| Quellen: Cassini und INSEE |      |      |      |      |      |      |      |      |

Mit 118 Einwohnern (Stand 1. Januar 2022) gehört Paroy zu den kleinsten Gemeinden des Départements Doubs. Nachdem die Einwohnerzahl in der ersten Hälfte des 20. Jahrhunderts abgenommen hatte (1886 wurden noch 179 Personen gezählt), wurden seit Beginn der 1960er Jahre nur noch geringe Schwankungen verzeichnet.

## Wirtschaft und Infrastruktur
Paroy war bis weit ins 20. Jahrhundert hinein ein vorwiegend durch die Landwirtschaft (Ackerbau, Obstbau und Viehzucht) und die Forstwirtschaft geprägtes Dorf. Daneben gibt es heute einige Betriebe des lokalen Kleingewerbes. Mittlerweile hat sich das Dorf auch zu einer Wohngemeinde gewandelt. Viele Erwerbstätige sind Wegpendler, die in den größeren Ortschaften der Umgebung ihrer Arbeit nachgehen.
Die Ortschaft ist verkehrstechnisch gut erschlossen. Sie liegt an der Hauptstraße N83, die von Besançon nach Lons-le-Saunier führt. Weitere Straßenverbindungen bestehen mit Chay, Ronchaux und By.